# Варнек, Лаврентий Лаврентьевич
Лаврентий Лаврентьевич Варнек (Варник; нем. Lorenz Warneck; ок.1760 — 29 мая [10 июня] 1807, Хайльсберг) — генерал-майор (28.9.1803) русской императорской армии.

## Биография
В службу вступил в 1775 году, служил в Елецком пехотном полку. 11.6.1790 произведён в секунд-майоры, 1.1.1795 — в премьер-майоры.
С 4.6.1800 по 28.9.1803 — командир Елецкого мушкетёрского полка, полковник.
С 28.9.1803 (с производством в генерал-майоры) по 29.5.1807 — шеф Копорского мушкетёрского полка.
Погиб 29 мая (10 июня) 1807 в войне с французами. Исключен из списков убитым 1.6.1807.
Был похоронен на дороге между Хайльсбергом и Лаунау вместе с другими погибшими русскими генералами — Р. К. Анрепом, С. А. Кожиным и А. К. Седморацким; 19 (31) января 1808 года перезахоронен в Нарве.

### Семья
Отец — Лаврентий Ефимович Варник (нем. Lorenz Warnick; 1735 — ?), хирург Измайловского полка.
Жена [с 5 (17) октября 1800] — Каролина Юлиана [нем. Karoline Juliane von Kosen; крещена 25.2.1783, Нарва — 5 (17) марта 1819, Нарва]. Дети:
- София (4.7.1803 — ?), замужем за Н. П. Синельниковым (1805—1892), генерал-губернатором Восточной Сибири (1871—1874)[5];
- Александр [нем. Alexander Lorenz Warneck; 2 (14) августа 1804, Нарва — 14 (26) июня 1872, Петербург][8], в службе с 1824 года, действительный статский советник (1859)[9].

## Награды
- Орден Святой Анны 3 степени (6.10.1798)[2]
- Орден Святого Иоанна Иерусалимского (8.9.1800)[10]